# ضبة بن أد
ضبة بن أد جد جاهلي تنتسب إليه قبيلة بني ضبة العربية. وقد ذكر ابن اسحاق الفاكهي أن ضبة بن أد كان معاصراً لنبي الله سليمان بن داود  وأنه جعله والياً على بلاد الحجاز واليمن.
وذكر أبو الفضل الميداني: أن ضبة بن أد هو أول من قال الأمثال المشهورة: «الحَدِيثُ ذُو شُجُون». و«سَبَقَ السَّيْفُ العَذَلَ.». و«أَسَعْدٌ أَمْ سُعِيْدٌ.».

## نسبه
هو ضبة بن أد بن عمرو بن إلياس بن مضر بن نزار بن معد بن عدنان من ذرية النبي الحليم إسماعيل بن إبراهيم الخليل .
كان له ثلاثة أولاد وهم: سعد بن ضبة، وسعيد بن ضبة، وباسل بن ضبة وأمهم جميعاً ليلى بنت لحيان بن هذيل.
وذكر أن ضبة بن أد قد ولي الحجاز واليمن لسليمان  وفيه يقول الشاعر:

## قصة الأمثال الثلاثة
قال أبو هلال العسكري في جمهرة الأمثال: كان لضبة بن أد ولدين هما سعد بن ضبة، وسعيد بن ضبة، ونفرت إبل لضبة في الليل، فوجه ابنيه في طلبها، فتفرقاً للبحث عن الإبل، ووجدها سعد وردها، ومضى سعيد في طلبها فلقيه الحارث بن كعب فقتله الحارث وأخذ بردين كانا عليه، فكان ضبة إذا أمسى ورأى أحداً قادماً إليه يقول «أسَعْد أم سعيد؟» فذهب قوله مثلاً يضرب في النجاح والخيبة.
فمكث ضبة بن أد مدة من الزمن وحج ووافى عكاظ ولقي الحارث بن كعب ورأى عليه بردي ابنه سعيد وعرفهما، فسأل ضبة الحارث عن هذين البردين، فقال الحارث: وجدت غلاماً صغيراً عليه هذين البردين فأعجباني وقد سألته أن يعطني إيهما فأبى ذلك فقتلته وأخذتهما، فقال ضبة: بسيفك هذا؟ قال: نعم، فقال ضبة بن أد: «الحَدِيثُ ذُو شُجُون» فصار مثلاُ يضرب في الحديث الذي يُتذكر به غيره.
ثم أخذ ضبة بن أد سيف الحارث وضربه به حتى قتله ثاراً لابنه. فقيل له أتقتل في الشهر الحرام يا ضبة ! فقال «سَبَقَ السيف العذل» فصار مثلاً. وفي ذلك يقول الشاعر الفرزدق: